# 10559 Юкіхіса
10559 Юкіхіса (10559 Yukihisa) — астероїд головного поясу, відкритий 16 вересня 1993 року.
Тіссеранів параметр щодо Юпітера — 3,587.
Названо на честь астронома-аматора Юкіхіси (яп. ゆきひさ(幸久) юкіхіса).